# Antiguraleus rossianus
Antiguraleus rossianus é uma espécie de gastrópode do gênero Antiguraleus, pertencente a família Mangeliidae.